# Petač
Petač je priimek več znanih Slovencev:
- Dominik Petač (1940—1993), veterinar
- Janez Petač (1949—2011), hokejist
- Zvone Petač, nogometaš
- Žiga Petač (*1980), hokejist
- rodbina Petač/Petazzi, plemiška rodbina
  - Benvenut Petač, tržaški glavar
  - Frančišek Petač, tržaški glavar
  - Leopold Jožef Petač/Petazzi, tržaški in ljubljanski škof